# Province de Bạc Liêu
Bạc Liêu (Khmer: Pol Leav ពលលាវ)  est une des provinces de la région du delta du Mékong au Viêt Nam.

## Administration
La province est composée de la municipalité de Bạc Liêu et de six districts:
- Đông Hải
- Giá Rai
- Hòa Binh
- Hồng Dân
- Phước Long
- Vĩnh Lợi

## Source
1. ↑  Area, population and population density in 2012 by province, General Statistics Office Of Vietnam (lire en ligne)